# Cubelles (Catalogne)
Pour les articles homonymes, voir Cubelles.
Cubelles est une commune de la province de Barcelone, en Catalogne, en Espagne, dans la comarque du Garraf. Elle est située à 50 km de Barcelone et 40 km de Tarragone.

## Géographie

### Localisation
La commune de Cubelles est située dans la partie la plus occidentale de la comarque de Garraf et sur la côte de la Mer Méditerranée dans la zone métropolitaine de Barcelone.

### Communes limitrophes
| Calafell | Castellet i la Gornal |                      |
| Cunit    | Cubelles              | Vilanova i la Geltrú |
|          | Mer Méditerranée      |                      |

### Hydrographie
Le delta de la rivière Foix se trouve à Cubelles, et mène à la mer Méditerranée. Toutefois, la rivière est souvent à sec depuis la construction du réservoir de Castellet i la Gornal. L'embouchure de la rivière a permis la formation d'un espace de terres humides, avec des petites lagunes d'eau douce, ce qui profite au tourisme et au bien-être des habitants. Des inondations en 1994 ont séparé le courant en deux bras, formant ainsi une petite île de sable reliée à la rive par une passerelle en bois.

### Voies de communication et transports
Commune située sur la mer Méditerranée, avec un accès par l'autoroute espagnole C-32 et C-31. Cubelles est desservie par le train de banlieue relié à Barcelone (45 minutes de trajet) chaque demi-heure. La gare est située à mi-chemin entre le centre-ville et les plages.

## Histoire
Au XVIIIe siècle, avec l'extension démographique de la ville et le rêve américain outre-Atlantique, de nombreux hommes originaires de la région du Garraf s'installent aux États-Unis. De retour en Espagne, ces nouveaux riches prennent le nom  de americanos ou indianos. Les richesses financières ainsi importés permettent le développement d'infrastructures. C'est ainsi que l'americano Joan Père i Roig installe un service d'eau potable et des fontaines publiques à Cubelles. Le style architectural du centre-ville est typique de cette époque de renouveau.

## Politique et administration

### Jumelages
- Arles-sur-Tech (France)[1]

## Population et société

### Démographie
| 1717 | 1787 | 1857 | 1877 | 1887 | 1900 | 1910 | 1920 |
| ---- | ---- | ---- | ---- | ---- | ---- | ---- | ---- |
| 440  | 692  | 869  | 872  | 885  | 895  | 818  | 738  |

| 1930 | 1940 | 1950 | 1960 | 1970  | 1981  | 1990  | 1992  |
| ---- | ---- | ---- | ---- | ----- | ----- | ----- | ----- |
| 737  | 721  | 759  | 878  | 1 563 | 2 203 | 2 984 | 3 400 |

| 1994  | 1996  | 1998  | 2000  | 2002  | 2004  | 2006   |
| ----- | ----- | ----- | ----- | ----- | ----- | ------ |
| 4 151 | 4 715 | 5 390 | 6 497 | 7 733 | 9 549 | 11 835 |

## Économie et tourisme

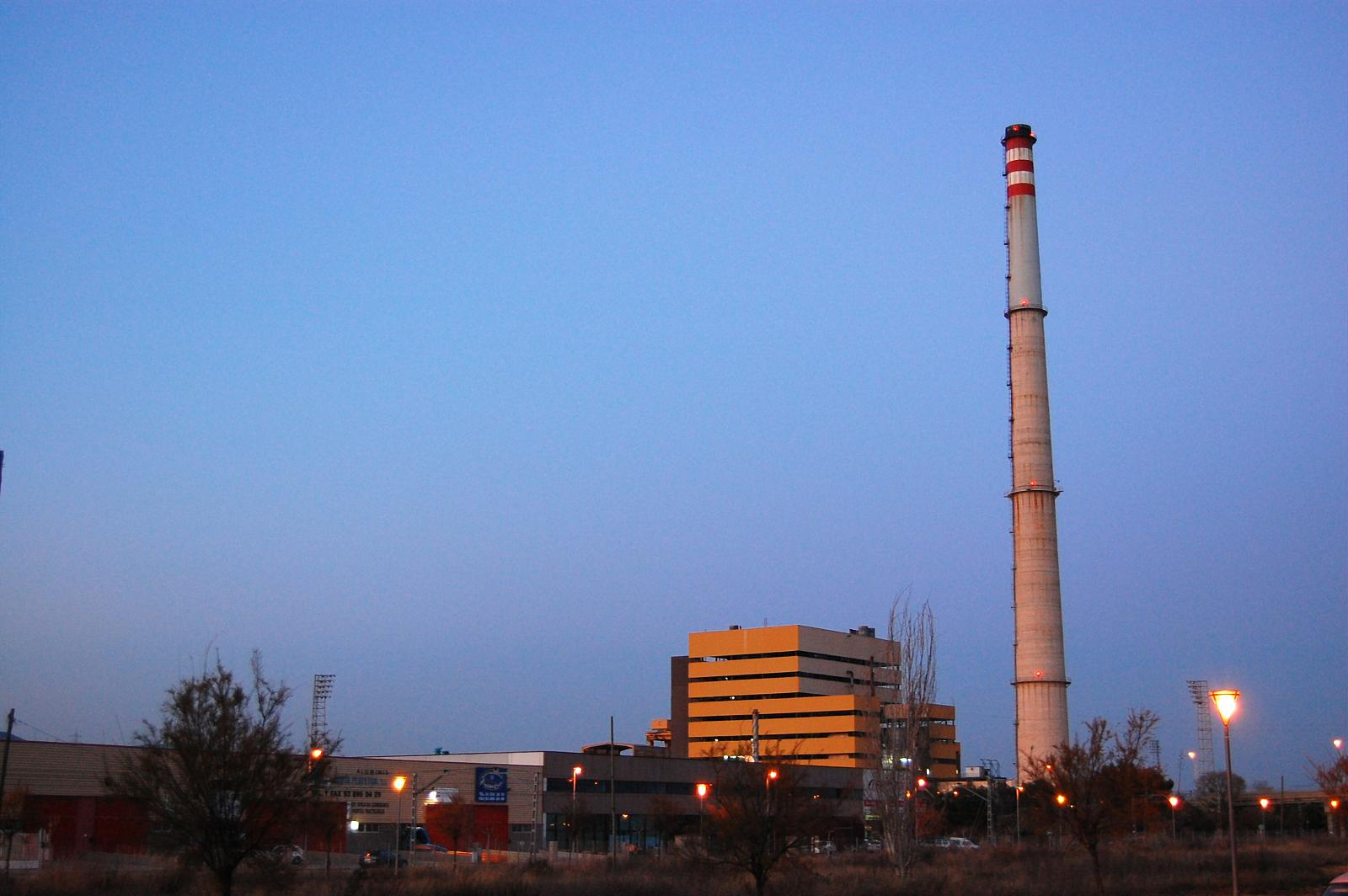
Centrale thermique de Cubelles

L'activité économique de Cubelles est essentiellement touristique. La commune s'étend sur trois kilomètres de littoral, avec quatre plages : la plage Llarga, la plage de la Mota de Sant Pere, la plage des Salines et la plage des Gavines. Les plages Llarga et Mota de Sant Pere disposent en été d’un service de premiers secours.
Une piste cyclable circulaire de 33 kilomètres se déploie autour du centre-ville et le long de la plage, avec un dénivelé de 300 mètres. Un pavillon de sports municipal, situé au bord de l’embouchure du Foix, propose de nombreux sports: tennis, fronton, football, basketball, hockey, patinage, natation. La ville offre également la possibilité de faire de la voile et de l’équitation.
La ville comporte une zone industrielle et commerciale, mais le commerce local est surtout de proximité, tenu par des entreprises familiales.

## Sites et patrimoine
- Église Notre-Dame de Cubelles, construite en 1737, et dont le clocher bâti en 1765 domine le centre-ville.
- Château de Cubelles ou maison des marquis d’Alfarràs, construit en 1675 sur les ruines de l’ancien château de Cubelles.
- L’Aliança[2].
- Chapelle de Saint-Antoine de Padoue, construite en 1664.
- Fontaine de la rue Major et fontaine de la rue Sant Antoni.
- Can Travé, grand bâtiment de style classique fondé par Frederic Travé, qui abritait une bibliothèque de mythologie classique et un cabinet d’histoire naturelle.
- Antiga Quadra Gallifa, ensemble de bâtiments datant du XIe siècle, ayant appartenu au poète Juan Boscán au XVIe siècle
- Exposition permanente du clown Charlie Rivel.

## Personnalité liée à la commune
- Charlie Rivel (1896–1983), clown de cirque. Un petit musée en son honneur a été créé à l'intérieur du Château de Cubelles.

## Récompenses
- En 2007, la police municipale de Cubelles a reçu le label du SICTED (Système intégral de qualité touristique sur les destinations)
- La plage Llarga a reçu la distinction de « drapeau bleu » de l’Union européenne